# Association sportive féminine du Sahel (handball)
L'Association sportive féminine du Sahel (arabe : الجمعية الرياضية النسائية بالساحل) ou ASFSa est un club tunisien de handball basé à Sousse.
Dirigé par Haykel Ben Ghalleb, il est d'abord appelé Zaoui Meubles Sports (ZMS) en raison de son rattachement à la société Zaoui Meubles. Lorsque celle-ci met fin à son parrainage, Kamel Romani prend les choses en main et assure en même temps la présidence et la direction sportive du club qui adopte son appellation actuelle.

## Palmarès
- Championnat de Tunisie féminin (13) :
  - Vainqueur : 1989, 1990, 1991 et 1992 (ZMS), 1995, 1996, 1997, 1999, 2000, 2001, 2004, 2005, 2012
- Coupe de Tunisie féminine (10) :
  - Vainqueur : 1990 (ZMS), 1996, 1997, 1998, 1999, 2000, 2001, 2002, 2004, 2010
- Championnat maghrébin des clubs (1) :
  - Vainqueur : 1989[1]